# Joseph O'Kelly
Joseph O'Kelly (Boulogne-sur-Mer, 29 de gener de 1828 – París, 9 de gener de 1885) fou un pianista i compositor francès d'avantpassats irlandesos
Estudià en el Conservatori de París, i el 1855 estrenà un poema líric en tres parts titulat Paraguassu. Entre les seves altres obres, no exemptes d'inspiració però si de l'amplitud de línies que distingeix a la moderna escola, cal citar, les òperes Le lutin de Galway (1878), i La zingarella (1879); un gran nombre de composicions per a piano, melodies vocals, obres instrumentals i diverses cantates religioses i profanes.